# Уилсон, Альфред
Альфред Майо «Эл» Уилсон (англ. Alfred Mayo "Al" Wilson; 31 декабря 1903, Миннеаполис, Миннесота — 27 октября 1989, Вайнъярд-Хейвен, Массачусетс) — американский гребец, выступавший за сборную США по академической гребле в середине 1920-х годов. Чемпион летних Олимпийских игр в Париже в зачёте восьмёрок, победитель и призёр многих студенческих регат.

## Биография
Альфред Уилсон родился 31 декабря 1903 года в Миннеаполисе, штат Миннесота.
Занимался академической греблей во время учёбы в Йельском университете в Нью-Хейвене, в течение четырёх лет состоял в местной гребной команде «Йель Булдогс», неоднократно принимал участие в различных студенческих регатах, в частности четырежды выигрывал традиционную регату «Йель — Гарвард». Был капитаном йельской восьмёрки на выпускном курсе.
Наивысшего успеха в гребле на международном уровне добился в сезоне 1924 года, когда, ещё будучи студентом университета, вошёл в основной состав американской национальной сборной и благодаря череде удачных выступлений удостоился права защищать честь страны на летних Олимпийских играх в Париже. В распашных восьмёрках с рулевым благополучно преодолел полуфинальную стадию и в решающем финальном заезде обошёл всех своих соперников, в том числе более чем на 15 секунд опередил ближайших преследователей из Канады — тем самым завоевал золотую олимпийскую медаль.
Окончив университет в 1925 году, некоторое время работал в Бостоне, но затем в ходе Второй мировой войны вернулся на родину в Миннесоту и на протяжении большей части жизни являлся сотрудником корпорации Honeywell.
Умер 27 октября 1989 года в поселении Вайнярд-Хейвен, штат Массачусетс, в возрасте 85 лет.